# El primero de nosotros
El primero de nosotros é uma telenovela argentina produzida pela Viacom International Studios que estreou em 21 de março de 2022 na Telefe. Foi escrita por Ernesto Korovsky e Romina Moretto, com direção de Pablo Vásquez e Pablo Ambrosino.

## Sinopse
A história acompanha a vida de um grupo de amigos na casa dos 40 anos, cujas vidas mudam drasticamente quando descobrem que um deles, Santiago (Benjamin Vicunha), desenvolveu uma doença terminal após apresentar os primeiros sintomas em um jantar e ser atendido no hospital. A partir daí, a notícia deixa todos chocados, colocando-os na proximidade da morte, o que os comove profundamente e os mantém inquietos.

## Elenco

### Principal
- Benjamín Vicuña como Santiago Luna
- Paola Krum como Jimena Rauch
- Luciano Castro como Nicolás Torres
- Jorgelina Aruzzi como Valeria Perell
- Damián de Santo como Ignacio "Nacho" Reinoso
- Mercedes Funes como Soledad González

### Recorrente
- Daniel Fanego como Ernesto "Ernie" Luna
- Rafael Ferro como Martín Hermida
- Carola Reyna como Karina Pereyra
- Adriana Salonia como Mariana Herrera
- Nicolás Riera como Cristian García
- Sebastián Presta como Gustavo Sanguinetti
- Noralíh Gago como Margarita Litardo
- Karina Hernández como Raquel Russo
- Rocío Gómez Wlosko como Uma Luna
- José Giménez Zapiola como Pedro Reinoso
- Federico Pezet como Nahuel Reinoso
- Valentino Casado como Matías Sanguinetti
- Fernanda Metilli como Sofía
- Agustín García Moreno como Agustín

### Participações
- Johanna Francella como Zoe
- Benjamín Alfonso como Marcelo Alonso
- Andrea Frigerio como Samantha Koch
- Micaela Wasserman como Lola Hermida
- Candela Saitta como Olivia Hermida
- Gastón Ricaud como Harvey
- Alexia Moyano como Carla
- Marita Ballesteros como Adriana
- Sergio Surraco como Javier Soria
- Mercedes Oviedo como Andrea Gentile
- Liliana Popovich como Teresa
- Gino Renni como Tano
- Simón Hempe como Jonathan
- Mariela Pizzo como Sara
- Ana Livingston como Roxy
- Azul Araya como Ana
- Lautaro Romero como Federico
- Jana Juárez como Camila
- Olivia Rivadulla como Melina
- Natalia D'Alena como Ámbar
- Nicole Luis como Daisy
- Leonardo Murúa como Jaime
- Silvana Sosto como Elizabeth Bernal
- Daniel Gallardo como Ayrton Fernández
- Ramiro Vayo como Klimovsky
- Silvina Diez como Luciana
- Hervé Segata como Luca Castillo

## Recepção
"El primero de nosotros" recebeu críticas positivas da mídia profissional. Segundo Emanuel Respighi da Página/12, a novela “tem uma história profunda que foge à comédia de costumes e é madura em suas origens, gatilhos e desenvolvimento, é uma história ficcional que convida o espectador às dimensões da existência humana celebrando os paradoxos da vida”.  Em sua crítica para o Clarín, Graciela Guiñazú escreveu: “Este é um daqueles dramas que nos deixa com um nó na garganta”, com um elenco forte e descreveu a trama como “um espetáculo que faz sentir amor, medo, humor, dúvida e a esperança sustentará o resultado inevitável”.